# István Hont
István Hont (geboren 15. April 1947 in Budapest; gestorben 29. März 2013) war ein britischer Politikwissenschaftler ungarischer Herkunft für Geschichte des Politischen Denkens.

## Leben
István Hont besuchte das Sankt-Stephan-Gymnasium in Budapest und begann zunächst eine Ingenieursausbildung. Er studierte dann Geschichte und Philosophie an der Universität Budapest, wo er 1974 mit einer Arbeit über die Schottische Aufklärung promoviert wurde, ein Themenkreis, der seine weitere akademische Karriere bestimmte. Er erhielt eine Stelle als wissenschaftlicher Mitarbeiter am Historischen Institut der Ungarischen Akademie der Wissenschaften. Mit der Hilfe des britischen Historikers Michael Postan verließen er und seine Frau 1975 das kommunistische Ungarn.
Hont wurde bei Hugh Trevor-Roper an der Universität Oxford ein zweites Mal promoviert und erhielt 1977 eine Forschungsstelle am Wolfson College. 1978 wurde er zum Fellow an das King’s College der University of Cambridge ernannt und wurde Reader für Geschichte des Politischen Denkens an der Universität. Mit Michael Ignatieff leitete er das neugegründete Forschungsprojekt Political Economy and Society 1750–1850. Nach dessen Auslaufen arbeitete er zwischen 1986 und 1989 als Assistenzprofessor an der Columbia University und kehrte dann nach Cambridge zurück. 1993 half er als Gastprofessor beim Aufbau des Collegium Budapest in Budapest. Er war Gastforscher in Princeton und in Harvard. Im Rahmen der Schiller-Professur der Universität Jena hielt er 2010 vier Vorträge zur politischen Ideengeschichte des späten 18. Jahrhunderts. Eine Berufung an die Harvard University 2002 scheiterte am Veto des seinerzeitigen Universitätspräsidenten Lawrence Summers, dem Honts wissenschaftlicher Output als zu gering erschien.
2005 erschien eine Sammlung seiner Aufsätze, um eine einleitende, grundlegende Studie ergänzt, unter dem Titel Jealousy of Trade, das Buch erhielt 2007 den „Spengler Prize“. 2015 erschien postum eine weitere Sammlung von sechs „Carlyle Lectures“, die er 2009 an der Universität Oxford gehalten hatte.

## Schriften
- mit Michael Ignatieff (Hrsg.) Wealth and Virtue: The Shaping of Political Economy in the Scottish Enlightenment. Cambridge University Press, 1983
- Free trade and the economic limits to national politics: neo-Machiavellian political economy reconsidered, in: John Dunn (Hrsg.): The Economic Limits to Modern Politics. Cambridge University Press, 1990.
- The Permanent Crisis of a Divided Mankind: „Contemporary Crisis of the Nation State“ in historical perspective, in: Political Studies 42 (1994)
- Jealousy of Trade: International Competition and the Nation-State in Historical Perspective. Harvard University Press, 2005. ISBN 0-674-01038-8.
- The Early Enlightenment Debate on Commerce and Luxury, in: Mark Goldie, Robert Wokler (Hrsg.): The Cambridge History of Eighteenth-Century Political Thought, Cambridge University Press, 2006, S. 379–418
- Politics in commercial society: Jean-Jacques Rousseau and Adam Smith. 6 Vorträge. Postum herausgegeben von Bela Kapossy und Michael Sonenscher. Cambridge, Massachusetts: Harvard University Press, 2015[2]